# 프란츠 이그나츠 귄터

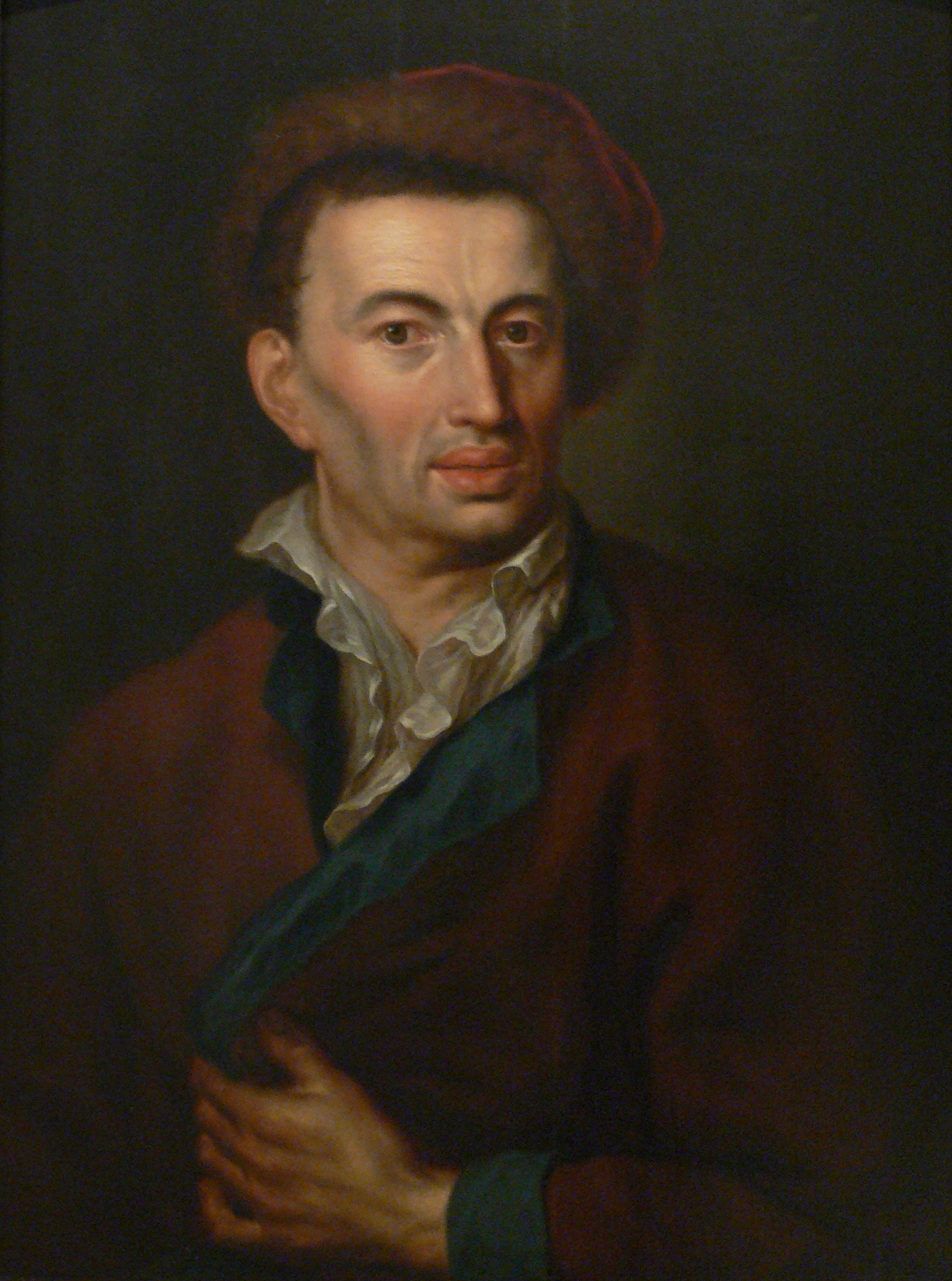

프란츠 이그나츠 귄터(Franz Ignaz Günther, 1725년∼1775년)는 독일의 조각가이다.

## 개요
18세기 후반 바이에른의 지도적 조각가인 귄터는 아르트만시타인에서 태어나 시트라우프와 에겔 밑에서 실력을 쌓고 그의 주된 활동무대였던 뮌헨에서 사거(死去)하였다. 독일에서는 고딕 이래 전통적으로 목각(木刻)이 성행하였는데 귄터도 우수한 목조각가(木彫刻家)로서 채색이나 도금된 목각작품에 우수한 것이 많다. 비교적 작게 조형된 두부(頭部), 피로한 듯한 표정, 화사하고 우아한 모습을 가진 천사나 여성상은 로코코적인 세속성과 감상을 극복하고 오히려 섬세한 영혼의 움직임을 전해 주는 종교성조차도 간직하고 있어 상당히 매력적이다. 그의 작품은 다수이나 로트 암 인과 바이에른의 교회당에도 그 대표작을 찾아볼 수 있다.